# Sigurd Haugen
Sigurd Haugen, né le 17 juillet 1997 à Haugesund en Norvège, est un footballeur norvégien qui évolue au poste d'avant-centre au TSV 1860 Munich.

## Biographie

### En club
Né à Haugesund en Norvège, Sigurd Haugen est formé au FK Haugesund puis au Sandnes Ulf, avant de rejoindre l'Odds BK. Il joue son premier match en professionnel avec ce club, le 14 juillet 2016, lors d'une rencontre qualificative pour la Ligue Europa 2016-2017 face au PAS Giannina. Il entre en jeu à la place de Joakim Våge Nilsen (en) et son équipe s'incline par trois buts à zéro.
Le 4 février 2018, Sigurd Haugen rejoint le Sogndal Fotball.
Le 8 août 2019, Sigurd Haugen rejoint la Belgique en s'engageant avec l'Union Saint-Gilloise pour un contrat de quatre ans, soit jusqu'en juin 2023, plus une année en option,. Il inscrit son premier but le 13 octobre 2019, en ouvrant le score lors d'une rencontre de championnat face au KSC Lokeren. Son équipe se fait toutefois rejoindre en fin de match (1-1 score final),. Haugen ne s'impose finalement par à l'Union Saint-Gilloise, quittant le club un an plus tard avec un bilan de seulement 3 buts en 21 matchs de championnat.
Le 29 mai 2020, Sigurd Haugen s'engage en faveur du Aalesunds FK, pour un contrat courant jusqu'en décembre 2023.
Le 7 juillet 2022, Sigurd Haugen rejoint le Danemark pour s'engager en faveur de l'AGF Aarhus. Il signe un contrat courant jusqu'en juin 2027.
Il inscrit son premier but pour l'AGF dès sa deuxième apparition pour le club, le 24 juillet 2022, contre le Viborg FF. Titulaire, il ouvre le score avant de délivrer une passe décisive pour Mads Emil Madsen et participe à la victoire de son équipe ce jour-là (3-1 score final).
Le 23 août 2023, Sigurd Haugen rejoint le NAC Breda sous la forme d'un prêt d'une saison avec option d'achat.
Le 5 juillet 2025, Sigurd Haugen quitte définitivement l'AGF Aarhus et rejoint le TSV 1860 Munich pour un contrat de deux ans, soit jusqu'en juin 2027.

### En sélection
Sigurd Haugen joue un seul match avec l'équipe de Norvège des moins de 19 ans face à la Slovaquie, le 11 février 2016. Il est titularisé lors de cette rencontre remportée par son équipe sur le score de un but à zéro.